# Инцидент с падением самолёта в Абхазии (2007)
Инцидент с падением самолета в Абхазии — возможное сбитие грузинской системой ПВО военного самолета, нарушившего воздушное пространство Грузии 21 августа 2007 года. Грузия до сих пор не подтвердила, был ли этот самолет был сбит. Правительство Республики Абхазия заявило, что самолет разбился, и отвергло утверждение о том, что он был сбит.

## Реакции и взгляды

### Грузия
На официальном сайте МИД Грузии было опубликовано заявление о том, что 21 августа истребитель, вылетавший из России, дважды нарушил воздушное пространство Грузии в сепаратистском регионе Грузии — Абхазии. Далее сообщалось, что грузинские зенитные системы отслеживали вторжения и что официальная нота протеста с требованием объяснений была отправлена в МИД России. По данным Грузии, самолёты летели со скоростью от 450 до 490 км/ч. Хотя сначала казалось, что второй подобный инцидент произошел 22 августа, позже выяснилось, что это был тот же инцидент, что и 21 августа.
24 августа высокопоставленный правительственный чиновник Грузии заявил, что грузинские силы открыли огонь по предположительно российскому самолету. Он не смог подтвердить, был ли сбит самолет, но добавил, что горит ближайший участок леса в Абхазии в Кодорском ущелье (Верхняя Абхазия), а внутренние районы Грузии Представитель министерства внутренних дел Шота Утиашвили сказал, что жители сообщили о «взрыве» после того, как грузинские силы открыли огонь по самолету. Для проверки того, был ли сбит самолет, отправлены следователи. Официальные лица Грузии заявили, что о возможном сбитии ранее не сообщалось, поскольку они все ещё проверяли информацию.
26 августа на сайте МИД Грузии было опубликовано заявление о том, что с 20 по 22 августа в Верхней Абхазии «фиксировалось непрерывное нарушение воздушного пространства Грузии радарами Минобороны и очевидцами». Утиашвили пояснил, что «эти самолеты вошли из России и вернулись в неё, поэтому мы думаем, что это были российские самолеты. Вот почему мы хотим, чтобы Россия приняла участие в расследовании». Заместитель министра иностранных дел Грузии Георгий Манджгаладзе ранее заявил, что Грузия близка к участию в программе НАТО по интеграции радарной системы Грузии в систему НАТО. Это дало бы альянсу больше информации о воздушном пространстве Грузии и помогло бы определить правду.

### Россия
Минобороны России опровергло обвинение. Генерал Юрий Балуевский отклонил утверждения Грузии о российских самолетах, нарушающих её воздушное пространство, как «галлюцинации», потому что «военные самолеты не летают с такой скоростью. Даже вертолеты летают лишь с немного меньшей скоростью». Россия также предположила, что грузинские лидеры сфабриковали инциденты, чтобы сорвать запланированные консультации по Южной Осетии.
26 августа Министерство обороны России категорически отвергло факт вторжения российских самолётов на территорию Грузии, ссылаясь на обвинения Грузии в том, что российские самолёты постоянно нарушали воздушное пространство Грузии в течение 20-22 августа. Александр Дробышевский сказал, что «все наши самолёты находились на аэродромах в то время, когда имело место мнимое вторжение в воздушное пространство Грузии». Он добавил, что самолеты ВВС «не совершали полётов в этом районе».

### Абхазия
Министр иностранных дел Республики Абхазия Сергей Шамба 26 августа подтвердил, что на этой неделе над её территорией упал неопознанный самолёт, и сказал, что, по его мнению, это был грузинский самолёт или, возможно, даже самолёт-шпион США. Он также добавил, что самолет «в прошлом неоднократно нарушал наше воздушное пространство. Он упал сам, его никто не сбил». По его словам, самолёт прилетел из Черного моря и упал в горах Верхней Абхазии.